# تيغمرت (قنزات)
تيغمرت أو تغمرت إمصباحن هي قرية موجودة في بلدية قنزات، الكائنة بدائرة قنزات، بولاية سطيف الجزائرية.